# Manuel Iglesias y Díaz
Manuel Iglesias y Díaz (Yélamos de Abajo, 14 de septiembre de 1830-Madrid, 18 de abril de 1922) fue un médico español.

## Biografía
Nació en Yélamos de Abajo (Guadalajara) el 14 de septiembre de 1830. Entre 1853 y 1859 estudió medicina en el Colegio de Cirugía de San Carlos y llegó a alcanzar el grado de doctor. Miembro de la Real Academia Nacional de Medicina desde 1871 con el sillón n.º 45, ingresó en esta el 11 de mayo de 1873 y desde diciembre de 1894 fue su secretario perpetuo. Como miembro de esta academia, llegó a ser senador en 1896. Fue, además, médico de la Real Casa, vocal de la Junta de Prisiones y, entre 1897 y 1899, colaborador de la revista El Siglo Médico. Falleció en Madrid el 18 de abril de 1922 y fue enterrado en el cementerio de San Isidro.